# Kortsnaveltetraka
De kortsnaveltetraka (Xanthomixis zosterops; synoniem: Bernieria zosterops) is een zangvogel uit de familie Bernieridae (madagaskarzangers).

## Verspreiding en leefgebied
Deze soort is endemisch in Madagaskar en telt vier ondersoorten:
- X. z. fulvescens: noordelijk Madagaskar.
- X. z. andapae: noordoostelijk Madagaskar.
- X. z. zosterops: oostelijk Madagaskar.
- X. z. ankafanae: zuidoostelijk Madagaskar.

## Status
De grootte van de populatie is niet gekwantificeerd maar de soort wordt omschreven als algemeen. Op de Rode lijst van de IUCN heeft deze soort de status niet bedreigd.